# Künstlerroman
Ein Künstlerroman ist eine Erzählung, in der das Schicksal eines Künstlers bzw. Genies geschildert und sein Schaffen, sein Leben und das gesellschaftliche und persönliche Umfeld beleuchtet werden. Der Protagonist kann eine wirkliche oder eine fiktive Person sein.
Als literarisches Genre ist der Künstlerroman eine Unterkategorie des klassischen Bildungsromans und hat seinen Ursprung in der deutschen Frühromantik. Bis heute ist Künstlerroman ein feststehender Begriff in der Literaturwissenschaft und wird auch in den meisten fremden Sprachen nicht übersetzt. 
Handelt es sich der Form nach um eine Novelle, wird von einer Künstlernovelle gesprochen. 

## Bekannte Künstlerromane
- Goethe: Wilhelm Meisters theatralische Sendung („Urmeister“, Roman), ab 1776, Im Druck 1911
- Ludwig Tieck: Franz Sternbalds Wanderungen, 1798
- E. T. A. Hoffmann: Ritter Gluck (Erzählung), 1809
- E. T. A. Hoffmann: Lebens-Ansichten des Katers Murr, 1819/21
- Eduard Mörike: Maler Nolten, 1832
- Honoré de Balzac: Verlorene Illusionen, 1837–1843
- Gottfried Keller: Der grüne Heinrich, 1854/55, zweite Fassung 1879/80
- Eduard Mörike: Mozart auf der Reise nach Prag (Novelle), 1856
- Charles Dickens: Große Erwartungen (Roman), 1860
- Bjørnstjerne Bjørnson: Das Fischermädchen (Debütroman des späteren norwegischen Literaturnobelpreisträgers), 1868
- Henry James: Roderick Hudson (Roman), 1875
- Émile Zola: Das Werk (Roman), 1886
- Gabriele D’Annunzio: Il Piacere, 1889
- Gonzaga Duque: Mocidade Morta (Roman), 1899, Rio de Janeiro
- Heinrich Mann: Pippo Spano (Novelle), 1904
- Thomas Mann: Der Tod in Venedig (Novelle), 1912
- James Joyce: Ein Porträt des Künstlers als junger Mann, 1916
- Hermann Hesse: Klingsors letzter Sommer (Erzählung), 1920
- Thomas Mann: Doktor Faustus, 1947
- Boris Pasternak: Doktor Schiwago (Roman), 1956
- Hans Henny Jahnn: Fluß ohne Ufer, 1961
- Robert Schneider: Schlafes Bruder, 1992
- James Wilson: Der Schatten des Malers, 2001 (erste dt. Auflage 2003; über den Maler William Turner)
- Hanns-Josef Ortheil: Im Licht der Lagune, 1999 (auch über den Maler William Turner, die Handlung ist aber in Venedig gesetzt)